# Jean-François Deniau

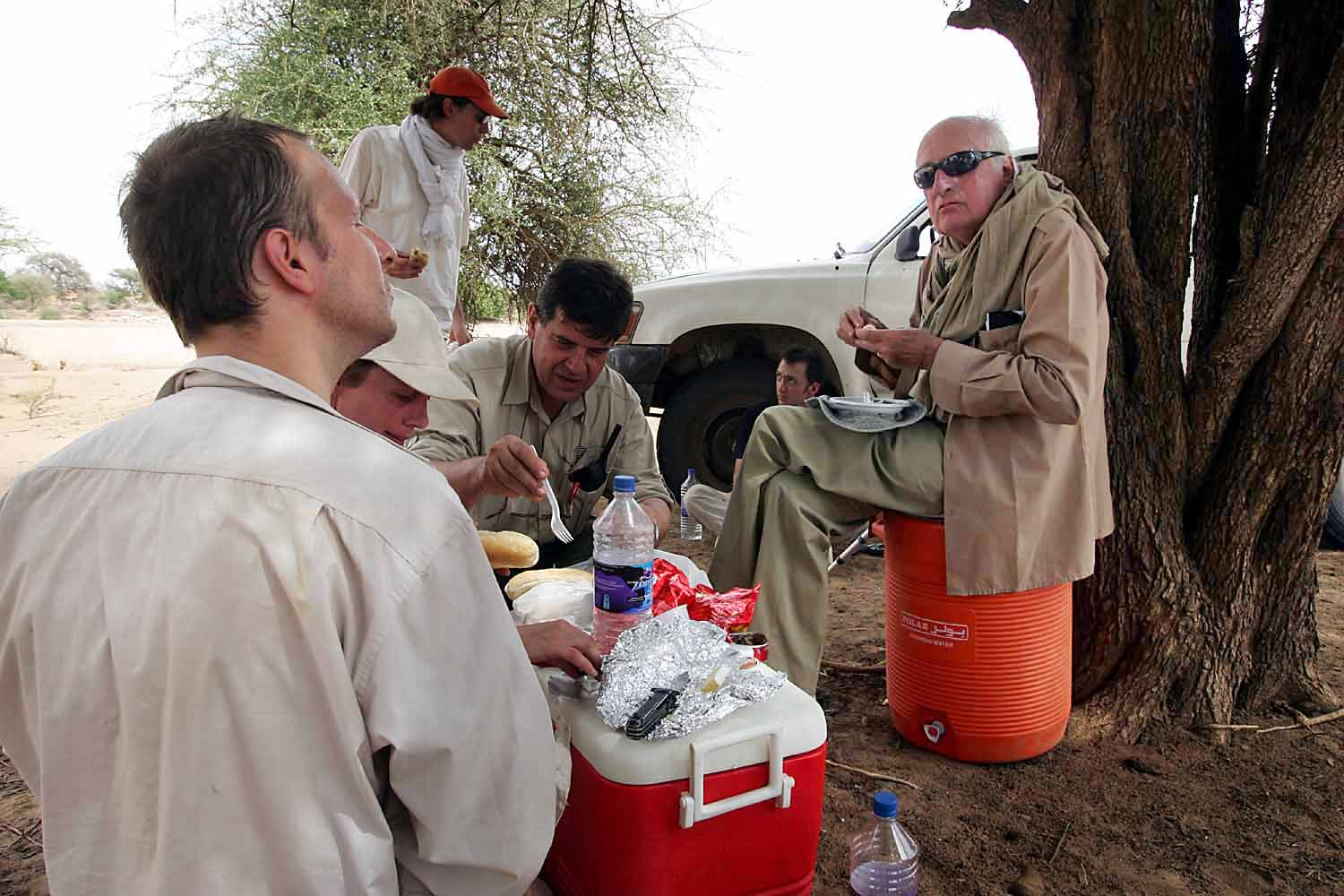
Jean-François Deniau (rechts, 2004 in Darfur)

Jean-François Deniau (* 31. Oktober 1928 in Paris; † 24. Januar 2007 ebenda) war ein französischer Politiker der UDF, Diplomat und Schriftsteller. Er war von 1967 bis 1973 Mitglied der Europäischen Kommission, anschließend Staatssekretär und von 1978 bis 1981 beigeordneter Minister in der französischen Regierung. Von 1984 bis 1986 war er Mitglied des Europäischen Parlaments, anschließend bis 1997 Abgeordneter in der französischen Nationalversammlung. 1992 wurde er zum Mitglied der Académie française gewählt.

## Leben
Als Schüler gewann Deniau zweimal den Concours général. Er studierte an der Sorbonne Ethnologie und Soziologie (Abschluss mit Licence ès Lettres) sowie politische Ökonomie (D.E.S.) und absolvierte das Institut d’études politiques de Paris (Sciences Po). Er diente 1949–50 im Indochinakrieg. Dann durchlief er die École nationale d’administration (ENA) und trat 1952 als Finanzinspekteur in den Staatsdienst.
Als Referent des interministeriellen Komitees für Fragen der wirtschaftlichen Zusammenarbeit in Europa und Generalsekretär der französischen Delegation in Brüssel wirkte Deniau 1957 an der Ausarbeitung des Vertrags zur Gründung der Europäischen Wirtschaftsgemeinschaft (EWG-Vertrag) mit und schrieb dessen Vorwort. In der neu gegründeten Europäischen Kommission war er von 1959 bis 1963 als Generaldirektor für die Beitrittsverhandlungen mit Großbritannien, Irland und Dänemark zuständig. Als der französische Präsident Charles de Gaulle sein Veto gegen die Aufnahme Großbritanniens in die EWG einlegte, trat Deniau zurück. Von 1963 bis 1966 war er als französischer Botschafter in Mauretanien stationiert.
Deniau wurde 1967 zum Kommissar für Außenhandel in der EG-Kommission Rey ernannt. Er hielt 1969 die Dankesrede anlässlich der Verleihung des Aachener Karlspreises an die EG-Kommission. In der Kommission Malfatti übernahm er 1970 das Amt des Kommissars für Außenbeziehungen. Als Kommissar für Erweiterung sowie Entwicklungshilfe war er in der Kommission Mansholt (1972–1973) erneut für die – diesmal erfolgreichen – Beitrittsverhandlungen mit Dänemark, Großbritannien und Irland verantwortlich. Außerdem führte er Gespräche mit den afrikanischen, karibischen und pazifischen Staaten, die 1975 zum Lomé-Abkommen führten.
Als Mitglied der konservativ-liberalen Républicains indépendants (RI) von Valéry Giscard d’Estaing gehörte Deniau ab 1973 der französischen Regierung an: zunächst als Staatssekretär im Außenministerium (unter Michel Jobert), dann von 1974 bis 1976 als Staatssekretär im Landwirtschaftsministerium. Von 1976 bis 1977 war er französischer Botschafter in Spanien, dann kehrte er als Staatssekretär ins Außenministerium (unter Louis de Guiringaud) zurück. Aus den RI ging 1977 die Parti républicain (PR) hervor, die Bestandteil des bürgerlichen Parteienbündnisses Union pour la démocratie française (UDF) war. Im Kabinett Barre III stieg Deniau 1978 zum Minister für Außenhandel auf, 1980 wurde er beigeordneter Minister für Verwaltungsreformen beim Premierminister. Nach dem Regierungswechsel 1981 wurde er zum Vizepräsidenten des Generalrats im zentralfranzösischen Département Cher gewählt.
Deniau unterstützte Befreiungsbewegungen und Guerillagruppen in den Kriegen in Eritrea, Libanon, Angola, Kambodscha, Afghanistan sowie Nicaragua. Er reiste auch selbst in diese Krisenländer, teils um aus erster Hand zu berichten, teils um die Freilassung von Geiseln oder politischen Gefangenen zu verhandeln.
Bei der Europawahl 1984 wurde Deniau als Vertreter der UDF in das Europäische Parlament gewählt. Dort saß er in der Liberalen und Demokratischen Fraktion (LD) und war stellvertretender Vorsitzender des Politischen Ausschusses. Er initiierte 1985 die Stiftung des Sacharow-Preises für geistige Freiheit. Sein Mandat im EU-Parlament legte Deniau nieder, nachdem er bei der französischen Parlamentswahl im März 1986 in die Nationalversammlung gewählt worden war. Dieser gehörte er als Abgeordneter des 1. Wahlkreises von Cher für drei Legislaturperioden bis 1997 an. Daneben war er von 1994 bis 1998 Präsident des Generalrats des Départements Cher.
Deniau war passionierter Segler. Er überquerte 1975 den Atlantik zum ersten Mal und tat dies zwanzig Jahre später erneut – im Alter von 67 Jahren – zusammen mit dem Olympiasieger Nicolas Hénard.
Nach dem Tod von Jacques Soustelle wurde Deniau zum Mitglied der Académie française gewählt, wo er auf Fauteuil 36 saß. Sein Nachfolger war Philippe Beaussant.

## Auszeichnungen
- 1973 Großes Goldenes Ehrenzeichen am Bande für Verdienste um die Republik Österreich[5]
- Großkreuz des Falkenordens
- Großoffizier der Ehrenlegion (2005)
- 1997 Prix Saint-Simon
- 2004: Kommandeur des Ordre des Arts et des Lettres[6]
- 2007 Prix littéraire de l’armée de Terre – Erwan Bergot

## Werke (Auswahl)

### Belletristik
- Le Bord des larmes. Roman, 1955.
- La Désirade. Roman, 1988.
- Un héros très discret. Roman, 1989. (verfilmt als Das Leben: Eine Lüge von Jacques Audiard, 1996)
- L’Empire nocturne. Roman, 1990.
- Le Secret du Roi des serpents. 1993. (Kinderbuch)
- Tadjoura. Roman, 1999.
- La bande à Suzanne. 2000.
- L'île Madame. Roman, 2001.
- La Lune et le miroir. 2004.
- Le grand jeu. Roman, 2005.

### Sachbücher
- Le Marché commun. 1958.
  - Der gemeinsame europäische Markt. Hoeppner, Hamburg 1961.
- La mer est ronde. 1975. (über die erste Atlantiküberquerung)
- L’Europe interdite. 1977.
- Deux heures après minuit. 1985. (Reiseberichte aus Krisenregionen)
  - Zwei Stunden nach Mitternacht. Unter Freiheitskämpfern auf drei Kontinenten. Verlag Wissenschaft und Politik, Köln 1988.
- Ce que je crois. 1992. (Essays)
- Mémoires de sept vies. 1994/97. (Autobiographie)

1. Les temps aventureux. 1994.
2. Croire et oser. 1997.

- L’Atlantique est mon désert. 1996. (über die zweite Atlantiküberquerung)
- Le Bureau des secrets perdus. 1998.
- Histoires de courage. 2000.
- Dictionnaire amoureux de la mer. 2002.
- La gloire à 20 ans. 2003.
- La Double Passion : écrire ou agir. 2004.